# Літтлтон (Іллінойс)
Літтлтон (англ. Littleton) — селище (англ. village) в США, в окрузі Скайлер штату Іллінойс. Населення — 139 осіб (2020).

## Географія
Літтлтон розташований за координатами 40°14′2″ пн. ш. 90°37′20″ зх. д. / 40.23389° пн. ш. 90.62222° зх. д. (40.234000, -90.622315).  За даними Бюро перепису населення США в 2010 році селище мало площу 3,02 км², уся площа — суходіл.

## Демографія
Згідно з переписом 2010 року, у селищі мешкала 181 особа в 74 домогосподарствах у складі 48 родин. Густота населення становила 60 осіб/км².  Було 77 помешкань (25/км²).
Расовий склад населення:
| - 100,0 % — білих |

До двох чи більше рас належало 0,0 %. Частка іспаномовних становила 0,6 % від усіх жителів.
За віковим діапазоном населення розподілялося таким чином: 28,2 % — особи молодші 18 років, 61,3 % — особи у віці 18—64 років, 10,5 % — особи у віці 65 років та старші. Медіана віку мешканця становила 40,8 року. На 100 осіб жіночої статі у селищі припадало 92,6 чоловіків;  на 100 жінок у віці від 18 років та старших — 91,2 чоловіків також старших 18 років.
Середній дохід на одне домашнє господарство  становив 50 612 долари США (медіана — 50 156), а середній дохід на одну сім'ю — 61 946 доларів (медіана — 55 000). За межею бідності перебувало 1,7 % осіб, у тому числі 5,1 % дітей у віці до 18 років та 0,0 % осіб у віці 65 років та старших.
Цивільне працевлаштоване населення становило 82 особи. Основні галузі зайнятості: освіта, охорона здоров'я та соціальна допомога — 23,2 %, виробництво — 22,0 %, оптова торгівля — 14,6 %, транспорт — 13,4 %.